# Ласаров, Валерио
Вале́рио Ласа́ров (рум. Valeriu Lazarov, исп. Valerio Lazarov; 20 декабря 1935, Бырлад — 11 августа 2009, Трес-Кантос) — испанский и итальянский телепродюсер. Возглавлял испанский телевизионный канал Telecinco в 1989—1994 годах. Родом из Румынии, по национальности   еврей.

## Биография
Изучал кинематограф в Бухаресте. Работал на румынском телевидении и заслужил многочисленные местные телевизионные награды. С 1968 года переехал в Испанию благодаря сотрудничеству с каталонской певицей Саломе и работал на испанском телевидении на канале TVE, продюсируя музыкальные и юмористические программы.
В 1979 году переехал в Италию и работал на канале RAI, позднее Сильвио Берлускони пригласил его на свой Canale 5, где Ласаров занимал руководящие должности. В 1989 году вернулся в Испанию генеральным директором нового канала Telecinco, добился значительных успехов на этом поприще, но в условиях экономического кризиса в 1994 году был смещён с должности. В октябре 1996 года был назначен консультантом на канале TVE, позднее основал собственный продюсерский центр.
В 1970-73 годах был женат на кубинской певице Эльсе Баэсе. В 1978 году женился на американской актрисе Диди Шерман. Отец троих детей.